# Hammerspace

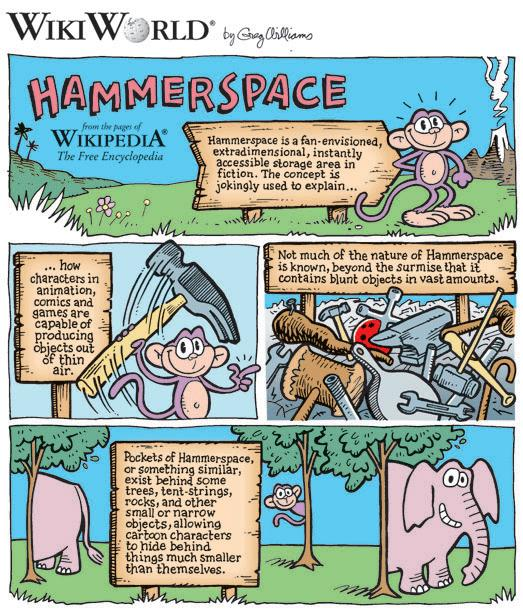
Exemplos de hammerspace em uma tira do WikiWorld.

Hammerspace (espaço martelo em português) é um termo que descreve um espaço de armazenamento extradimensional e instantaneamente acessível por personagens de ficção, usado para explicar como personagens de animações, quadrinhos e jogos conseguem adquirir objetos aparentemente do nada. Normalmente, quando vários itens estão disponíveis, o item desejado é adquirido na primeira ou após várias tentativas.
Esse fenômeno data dos desenhos animados antigos da Warner Bros., como Looney Tunes e Merrie Melodies, durante a era de ouro da animação estadunidense .

## Origem
O evento de um personagem produzir itens convenientes para a trama aparentemente do nada remonta ao início dos curtas animados durante a Era de Ouro da animação. Os personagens da Warner Bros são particularmente conhecidos por puxar todo tipo de coisa, como armas, disfarces e ferramentas, das costas ou de fora da tela. No entanto, esse fenômeno era deixado apenas para suspensão de descrença. Apenas décadas depois, o termo hammerspace foi cunhado de brincadeira para descrever o fenômeno. 
O termo em si se origina de uma piada comum em alguns animes e mangás: Quando um personagem masculino irrita ou ofende uma personagem feminina, que adquire do nada, um grande martelo de arroz (okine) e o acerta na cabeça de forma exagerada e caricata. O ataque seria puramente cômico e qualquer efeito subsequente seria temporário. O termo foi amplamente popularizado primeiramente pelos fãs de Urusei Yatsura e depois pelos de Ranma ½ . Alguns acreditam que o próprio termo "Hammerspace" foi cunhado com base na personagem Akane Tendo, de Ranma ½, como foi observado que ela tem uma tendência a pegar grandes martelos do nada. No mangá original, ela usa muito mais frequentemente seus punhos e/ou objetos que estão no cenário. O anime faz mais uso de martelos como ferramenta cômica do que o mangá. 
Outra série que pode ter contribuído para o termo é City Hunter. Um dos personagens principais, Kaori, faz uso extensivo dos "martelos transdimensionais", como são chamados às vezes, por serem uma das duas principais piadas da série; o outro é a extrema lascívia de outro personagem principal, Ryo, que quase sempre leva ao uso dos ditos martelos. Os martelos de City Hunter também exigem mais explicações em termos de armazenamento, pois geralmente são bem maiores que os próprios personagens e, portanto, mais propensos a inspirar perguntas como: "De onde ela tirou isso !?" 
Outra série que fez uso extensivo dessa situação foi Kodomo no Omocha , onde a mãe da protagonista pegava martelos de brinquedo de tamanhos variados para dar um tapinha na cabeça da filha para forçar rupturas no seu discurso ofensivo e oferecer uma chance de colher compreensão e sabedoria. A webcomic Okashina Okashi - Strange Candy também apresenta o Hammerspace, desta vez nomeado diretamente como tal, acessível pela weapons nut Petra . 